# ЖНБЛ в сезоне 2002/2003
Сезон ЖНБЛ 2002/2003 — 23-й сезон женской национальной баскетбольной лиги (ЖНБЛ), по окончании которого чемпионом, в третий раз, стала команда «Канберра Кэпиталз».
В регулярном чемпионате приняло участие восемь клубов, столько же сколько и в прошлом. Регулярный чемпионат в этом сезоне начался 11 октября, а завершился 2 февраля, MVP которого была признана центровая клуба «Канберра Кэпиталз» Лорен Джексон. Наставник команды «Таунсвилл Файр», Дэвид Херберт, был признан тренером года, Келли Уилсон из команды «Австралийского института спорта» — новичком сезона. Официально же турнир 2002/2003 годов закончился 22 февраля, когда команда «Канберра Кэпиталз» в тяжелейшей борьбе переиграла в финальной встрече клуб «Сидней Пантерс» со счётом 69:67, а MVP финала также была признана центровая «Кэпиталз» Лорен Джексон.

## Регулярный чемпионат
И = Игр, В = Выигрышей, П = Поражений, П% = Процент выигранных матчей
| Регулярный сезон |                               |    |    |    |      |
| #                | Команда                       | И  | В  | П  | П%   |
| 1                | Канберра Кэпиталз             | 21 | 16 | 5  | 76,2 |
| 2                | Таунсвилл Файр                | 21 | 15 | 6  | 71,4 |
| 3                | Сидней Пантерс                | 21 | 14 | 7  | 66,7 |
| 4                | Аделаида Лайтнинг             | 21 | 12 | 9  | 57,1 |
| 5                | Данденонг Рейнджерс           | 21 | 11 | 10 | 52,4 |
| 6                | Буллин Бумерс                 | 21 | 6  | 15 | 28,6 |
| 7                | Перт Линкс                    | 21 | 6  | 15 | 28,6 |
| 8                | Австралийский институт спорта | 21 | 4  | 17 | 19,0 |

## Финалы
| Полуфиналы     | Полуфиналы        | Полуфиналы |  |          | Предварительный финал | Предварительный финал    | Предварительный финал    |                          |                           | Большой финал             | Большой финал             | Большой финал |
| -------------- | ----------------- | ---------- |  | -------- | --------------------- | ------------------------ | ------------------------ | ------------------------ | ------------------------- | ------------------------- | ------------------------- | ------------- |
|                |                   |            |  |          |                       |                          |                          |                          |                           |                           |                           |               |
| 8 февраля 2003 |                   |            |  |          |                       |                          |                          |                          |                           |                           |                           |               |
| 1              | Канберра Кэпиталз | 68         |  |          |                       |                          |                          |                          |                           |                           |                           |               |
| 2              | Таунсвилл Файр    | 67         |  |          |                       |                          |                          |                          |                           |                           |                           |               |
|                |                   |            |  |          | 15 февраля 2003       | 15 февраля 2003          | 15 февраля 2003          |                          | 22 февраля 2003           | 22 февраля 2003           |                           |               |
|                |                   |            |  |          | 2                     | Таунсвилл Файр           | 78                       |                          | 1                         | Канберра Кэпиталз         | 69                        |               |
|                |                   |            |  |          | 3                     | Сидней Пантерс           | 83                       |                          |                           | 3                         | Сидней Пантерс            | 67            |
| 7 февраля 2003 |                   |            |  |          |                       |                          |                          |                          |                           |                           |                           |               |
| 3              | Сидней Пантерс    | 72 (ОТ)    |  |          |                       |                          |                          |                          |                           |                           |                           |               |
| 4              | Аделаида Лайтнинг | 70         |  | Легенда: | Легенда:              | Посев победившей команды | Посев победившей команды | Посев победившей команды | Посев проигравшей команды | Посев проигравшей команды | Посев проигравшей команды |               |

## Лидеры сезона по средним показателям за игру
| Показатель                       | Игрок           | Команда             | Всего   | Игры | В среднем |
| -------------------------------- | --------------- | ------------------- | ------- | ---- | --------- |
| Очков в среднем за игру          | Лорен Джексон   | Канберра Кэпиталз   | 462     | 17   | 27,2      |
| Подборов в среднем за игру       | Лорен Джексон   | Канберра Кэпиталз   | 197     | 17   | 11,6      |
| Передач в среднем за игру        | Кристен Вил     | Канберра Кэпиталз   | 113     | 21   | 5,4       |
| Перехватов в среднем за игру     | Нарелль Флетчер | Данденонг Рейнджерс | 54      | 21   | 2,6       |
| Блок-шотов в среднем за игру     | Дженнифер Краус | Перт Линкс          | 88      | 21   | 4,2       |
| Процент точных бросков с игры    | Лорен Джексон   | Канберра Кэпиталз   | 173/318 | 17   | 54,4      |
| Процент точных 3-очковых бросков | Карли Уилсон    | Данденонг Рейнджерс | 24/63   | 21   | 38,1      |
| Процент точных штрафных бросков  | Белинда Снелл   | Сидней Пантерс      | 59/70   | 21   | 84,3      |

## Награды по итогом сезона
- Самый ценный игрок женской НБЛ: Лорен Джексон, Канберра Кэпиталз
- Самый ценный игрок финала женской НБЛ: Лорен Джексон, Канберра Кэпиталз
- Новичок года женской НБЛ: Келли Уилсон, Австралийский институт спорта
- Лучший оборонительный игрок женской НБЛ: Натали Портер, Таунсвилл Файр
- Лучший снайпер женской НБЛ: Лорен Джексон, Канберра Кэпиталз
- Тренер года женской НБЛ: Дэвид Херберт, Таунсвилл Файр

- Сборная всех звёзд женской НБЛ:
  - З Кристен Вил (Канберра Кэпиталз)
  - З Карли Уилсон (Данденонг Рейнджерс)
  - Ф Натали Портер (Таунсвилл Файр)
  - Ф Лорен Джексон (Канберра Кэпиталз)
  - Ц Шелли Хаммондс (Сидней Пантерс)